# Fuzileiros Navais da Coreia do Sul

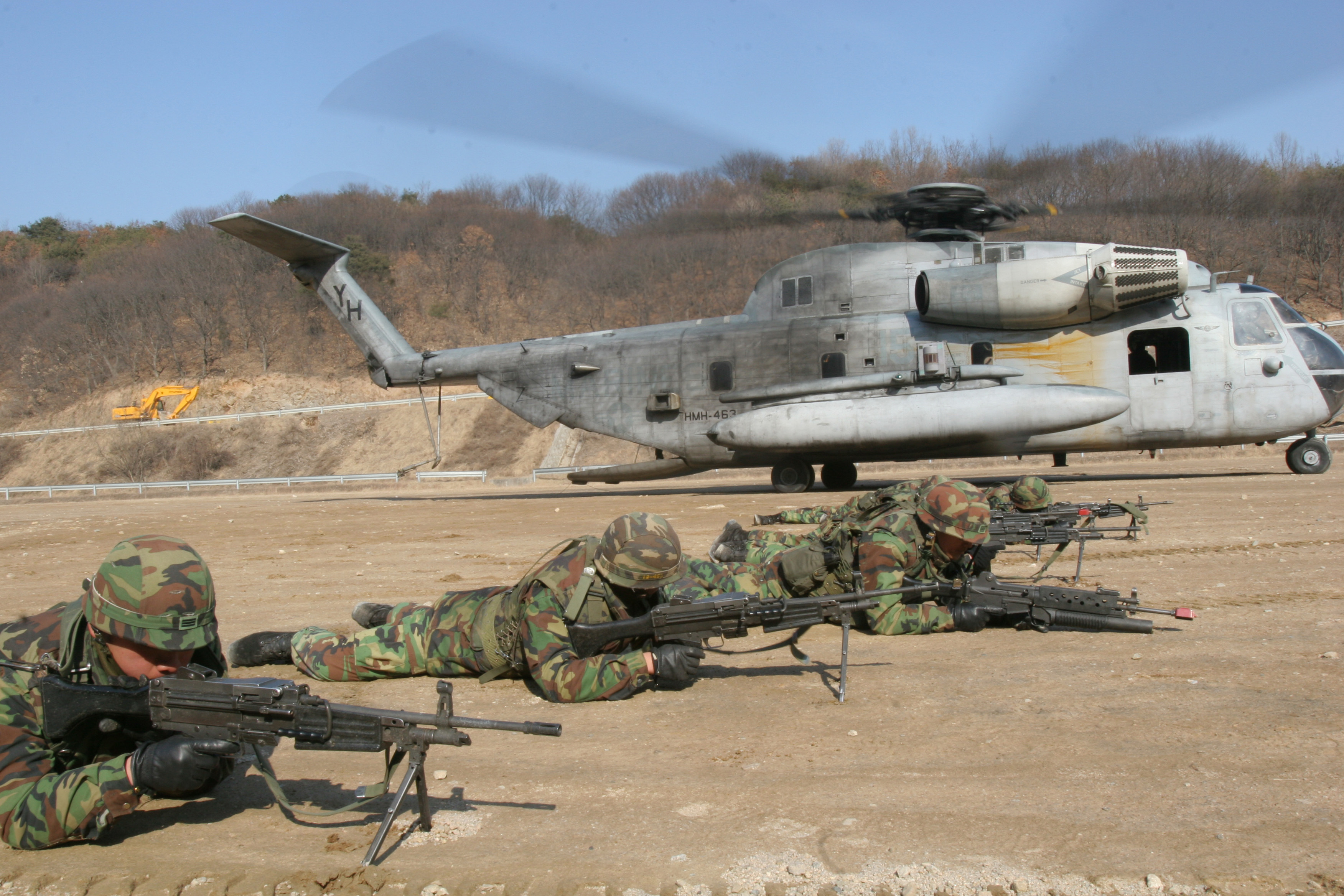
Fuzileiros sul coreanos em treinamento.

O Corpo de Fuzileiros Navais da Coreia do Sul (em Hangul: 대한민국 해병대, Hanja: 大韓民國 海兵隊, Romanização Revisada: Daehanminguk Haebyeongdae) é a Infantaria de Marinha da República da Coreia. Apesar de, teoricamente, estarem sob a supervisão do Chefe de Operações Navais, operam como um braço distinto das Forças Armadas Sul-Coreanas, diferentemente da maioria dos ramos navais, que geralmente funcionam como parte da Marinha do país. Foi fundado como uma força de reconhecimento, um pouco antes do início da Guerra da Coreia. Os sul-coreanos também viram o combate durante a Guerra do Vietnã, enquanto estavam em Da Nang, ocasionalmente lutando ao lado dos Fuzileiros Navais dos Estados Unidos e dos Navy SEALs.